# Abborrtjärnet (Silleruds socken, Värmland, 659653-130501)
Abborrtjärnet är en sjö i Årjängs kommun i Värmland och ingår i Göta älvs huvudavrinningsområde.